# Fadila Laanan

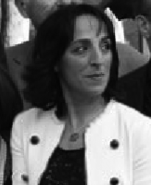
Fadila Laanan

Fadila Laanan (* 29. Juli 1967 in Schaerbeek/Schaarbeek) ist eine belgische Politikerin. Seit dem 16. Juli 2009 ist sie Ministerin für Kultur, audiovisuelle Medien, Gesundheit und Chancengleichheit in der Regierung der Französischen Gemeinschaft Belgiens.

## Leben
Laanan kam am 29. Juli 1967 als Tochter eines aus Marokko emigrierten Ehepaars zur Welt. Zusammen mit ihren sechs Geschwistern wuchs sie in Molenbeek-Saint-Jean/Sint-Jans-Molenbeek auf. Nach dem Schulbesuch in Molenbeek und Forest/Vorst studierte sie Rechtswissenschaften an der Université Libre de Bruxelles. Sie spezialisierte sich auf Öffentliches Recht und Verwaltungsrecht und schloss das Studium 1993 mit dem Lizenziat ab. Im Alter von 18 Jahren engagierte sich Fadila Laanan im Jugendclub Jeunesse maghrébine und wurde dessen Präsidentin.
1993 trat Laanan der Parti Socialiste (PS) bei. Im selben Jahr wurde sie als Beraterin im Kabinett des Kultur-, Sport- und Budgetministers Éric Tomas tätig und wirkte von 1995 bis 1997 als Beraterin im Kabinett des Ministers für Kultur und permanente Erziehung Charles Picqué. Bei den Wahlen zum Brüsseler Regionalparlament im Jahre 1995 kandidierte Laanan, verfehlte den Wahlsieg jedoch um 50 Stimmen. Von 1997 bis 2001 fungierte Laanan als Beraterin im Höheren Rat für audiovisuelle Medien.
Im Jahr 2000 wurde sie bei den Kommunalwahlen in den Gemeinderat von Anderlecht gewählt und zur Leiterin der PS-Gruppe im Polizeirat der Midi-Zone (Anderlecht, Forest/Vorst, Saint-Gilles/Sint-Gillis) ernannt. 2003 scheiterte sie als Kandidatin bei den Senatswahlen und 2004 als Zusatzkandidatin bei den Europawahlen. Im selben Jahr wurde sie in das Brüsseler Regionalparlament gewählt und zur Ministerin für Kultur, audiovisuelle Medien und Jugend in der Regierung der Französischen Gemeinschaft Belgiens ernannt.
Im Oktober 2006 wurde Laanan erneut in den Anderlechter Gemeinderat und in den Polizeirat gewählt. Im Jahr 2007 scheiterte sie nochmals bei den Senatswahlen. In der Regierung der Französischen Gemeinschaft wurden ihre Kompetenzen für den Jugendbereich von Marc Tarabella übernommen, der anstelle von Claude Eerdekens Minister wurde. 2009 wurde sie bei den Brüsseler Regionalwahlen wiedergewählt und am 16. Juli 2009 zur Ministerin für Kultur, audiovisuelle Medien, Gesundheit und Chancengleichheit in der Regierung der Französischen Gemeinschaft Belgiens ernannt.
Laanan ist verheiratet und Mutter zweier Kinder.